# Joy (artista)
Park Soo-young (hangul: 박수영; hanja: 朴秀英; rr: Bak Su-yeong; MR: Pak Su-yŏng; nascida em 3 de setembro de 1996), mais conhecida na carreira musical por seu nome artístico Joy (hangul: 조이; rr: Jo-I; MR: Ch'o-I), é uma cantora e atriz sul-coreana. Em agosto de 2014 estreou como membro do grupo Red Velvet. Iniciou sua carreira como atriz em 2017 na série da tvN The Liar and His Lover.

## Vida e carreira

### 1996–2017: Primeiros anos, Red Velvet e sucesso na televisão
Joy nasceu em 3 de setembro de 1996, em Jeju, Coreia do Sul. Quando criança, Joy se interessou pela música de trote moderno. Na escola primária, ela foi influenciada para se tornar uma cantora depois de receber elogios por sua interpretação da música Flying Duck da banda sul-coreana Cherry Filter. Em 2012 juntou-se a SM Entertainment após uma audição bem-sucedida no S.M. Global Audition em Seul. Foi treinada sob a agência por dois anos, durante a qual um treinador vocal deu-lhe o nome artístico "Joy".

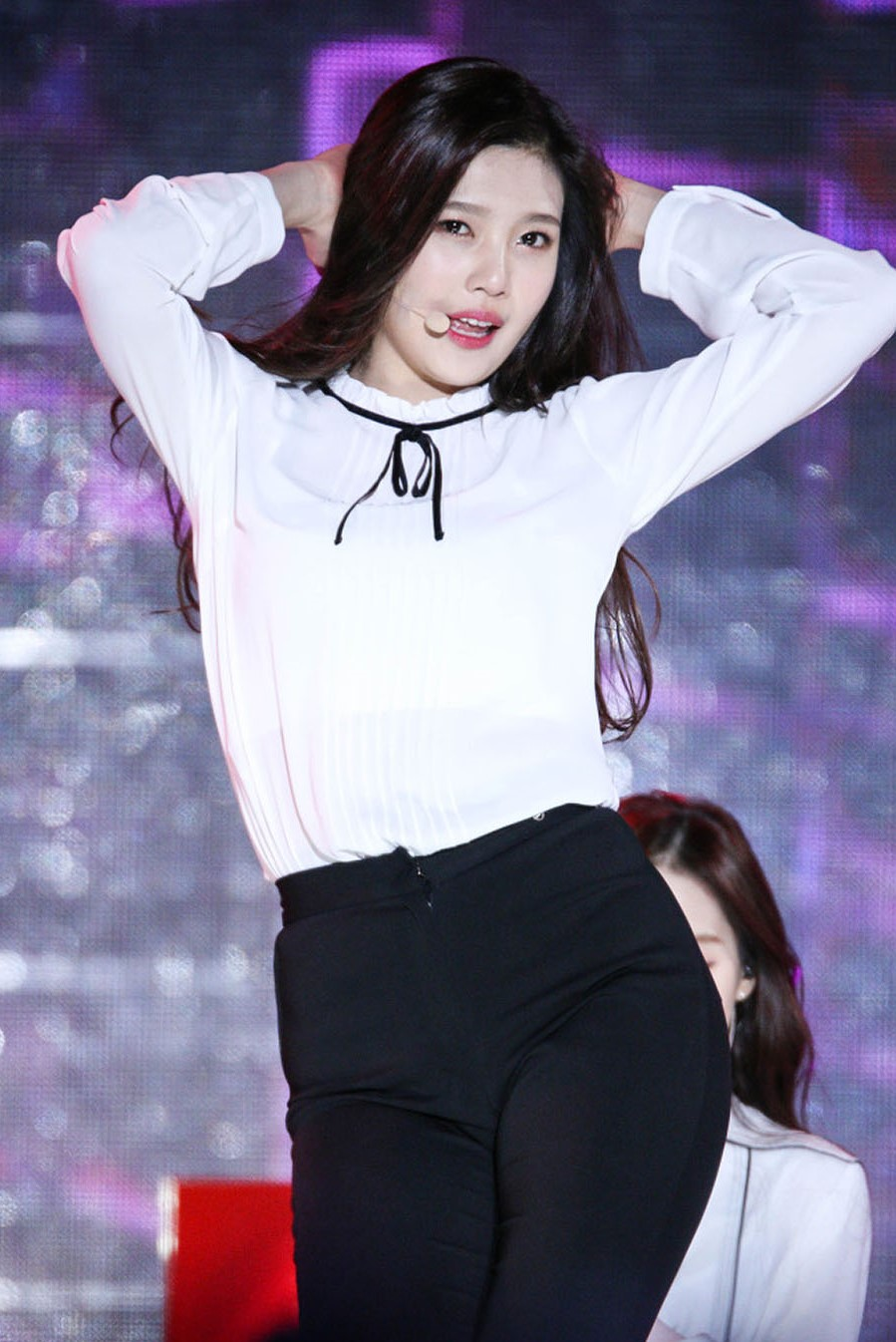
Joy performando "Be Natural", no The Show. (dezembro de 2014)

Joy foi formalmente introduzida como a quarta integrante do grupo Red Velvet em 29 de julho de 2014 (KST). Sendo a única membro do grupo que não foi introduzida como parte da SM Rookies antes de sua estreia. Em 1º de agosto de 2014, o Red Velvet estreou oficialmente no programa musical Music Bank. O primeiro single do grupo, "Happiness", foi lançado digitalmente três dias depois, em 4 de agosto. A música foi escrita por Yoo Young-jin e composta por Will Simms, Chad Hugo (The Neptunes), Chris Holsten e Anne Judith Wik (Dsign Music), sendo descrita como uma música europop urbana com um forte som de sintetizador e uma batida tribal africana. Red Velvet também se tornou o primeiro grupo feminino de K-pop a entrar com seu primeiro single nos charts da Billboard, onde alcançou a posição de número 4. O grupo lançou seu segundo single digital "Be Natural" e seu vídeo musical em 13 de outubro de 2014. A música, que inclui um verso de rap de Taeyong, é um remake da música de 2000 com o mesmo nome do S.E.S., o primeiro grupo feminino da SM Entertainment. O videoclipe da música foi dirigido por Kwon Soon-wook e Shim Jae-won, coreografado por Kyle Hanagami. A música atingiu o número 33 no Gaon Digital Chart] e no número 6 no World Digital Songs da Billboard. Por sua estreia, o Red Velvet venceu o "Rookie of the Year" no 29th Golden Disk Awards e no 24th Seoul Music Awards de 2015.
Em junho de 2015, juntou-se à quarta temporada do reality show We Got Married, onde formou um casal com Sungjae. Joy recebeu reconhecimento significativo por sua participação no popular programa de TV e apareceu em seu primeiro photoshoot solo na revista de moda coreana CéCi, concorrente à modelagem de cosméticos Etude House. Em 29 de dezembro de 2015, Joy compartilhou uma vitória com Sungjae para o Prêmio de Melhor Casal, e ganhou individualmente o prêmio de New Star Award na MBC Entertainment Awards 2015.
Seguindo as promoções do grupo para o segundo extended play do Red Velvet, The Velvet, Joy lançou um dueto com Sungjae em 16 de abril de 2016, intitulado "Young Love". A música alcançou a #52 posição no Gaon Singles Chart. Deixando o We Got Married, em 7 de maio do mesmo ano, eles se tornaram conhecidos como um dos casais mais longos e mais populares na história do show. Ao longo da transmissão do We Got Married, seus vídeos juntos no YouTube acumularam mais de 21,3 milhões de visualizações. Em meados de 2016, a S.M. Entertainment publicou uma série de fotos oficiais de Joy, lançada uma vez por semana via aplicações móveis, Vyrl e SM Town Now, intitulado Enjoy your Monday with Joy. Em setembro do mesmo ano, apareceu como MC especial do M Countdown da Mnet, juntamente com Seulgi. Joy colaborou com Lim Seul-ong em um dueto intitulado "Always In My Heart", lançado em 4 de novembro de 2016 como parte do projeto Station. A canção alcançou uma classificação geral de #2 no Instiz iChart, atingiu o primeiro lugar nos charts Genie, Mnet e Soribada, #2 no Bugs, estreou em #10 no Melon e alcançou o #7 no Gaon Download Chart e o #10 no Gaon Digital Chart. Ainda em novembro, entrou para o elenco do programa da KBS2 Trick & True. No início de dezembro de 2016, colaborou com Doyoung na música "First Christmas", para o Inkigayo Music Crush.
Em janeiro de 2017, apareceu no episódio piloto do programa da MBC Oppa Thinking. Durante o programa as celebridades fazem vídeos promocionais de si mesmas, produzidas por uma das equipes, e as enviam nas mídias sociais para atrair o público, enquanto no episódio seguinte, é anunciado o vencedor com base no número de novos fãs. Ainda no início de 2017, foi escalada para o drama da tvN, The Liar and His Lover, ao lado de Lee Hyun-woo. O drama que é uma adaptação do popular mangá Kotomi Aoki Kanojo wa Uso o Aishisugiteru, foi ao ar de março a maio de 2017. Para a trilha sonora da série lançou várias canções, incluindo Yeowooya, I'm Okay, Your Days, Shiny Boy, Waiting For You e The Way To Me. Em julho de 2017, participou do programa King of Mask Singer sob o nome "Bandabi" competindo nos episódios 121 e 122, respectivamente. Competiu contra Lee Hwan-hee na primeira rodada, cantando "Photograph" (사진) originalmente interpretada por Kim Nam-joo e Yook Sung-jae, e prosseguiu para a rodada seguinte, cantando "Just in Love" (꿈을 모아서) do S.E.S., mas acabou sendo eliminada.

### 2018–2020:Temptede sucesso contínuo
Em 2018, Joy se juntou à segunda temporada do programa de variedades musicais JTBC Sugar Man como co-apresentadora ao lado de Yoo Jae-suk, You Hee-yeol e Park Na-rae. A temporada foi ao ar de janeiro à maio daquele ano. O programa gira em torno da batalha de duas equipes, onde cada uma trará de volta um "Sugar Man": o cantor que foi uma maravilha de um hit, mas que desapareceu dos olhos do público. As duas equipes recriam a música antiga, "Sugar Song", em novas versões que as tornarão atraentes para o mercado musical atual. Para reviver sua glória, as músicas são recriadas por cada produtor de cada equipe com o artista da atualidade, "Show Man", que muda em todos os episódios.

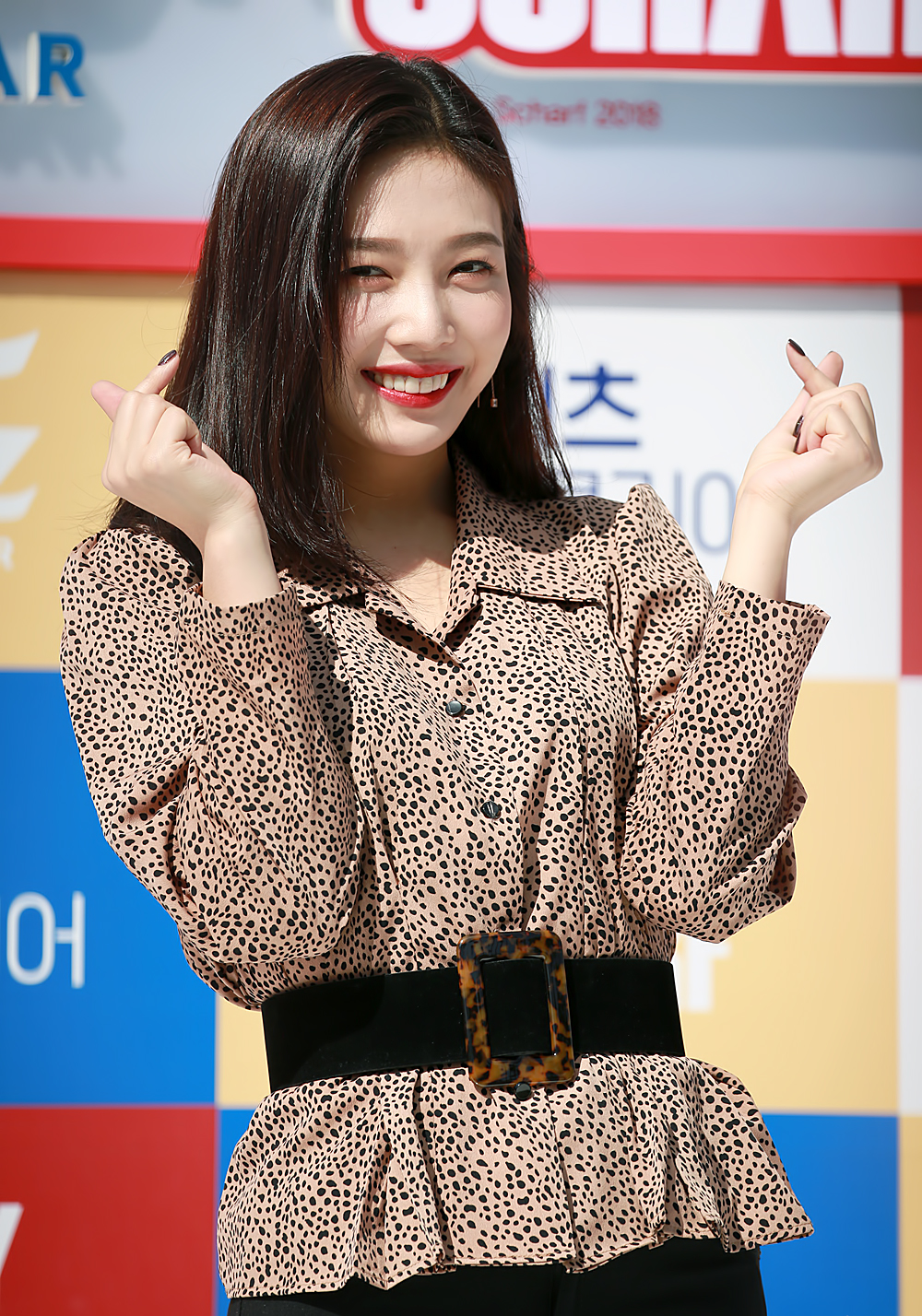
Joy no Fitz x Kennyscharf Collaboration. (outubro de 2018)

Ainda em 2018, Joy foi escolhida como a protagonista feminina no drama da MBC, Tempted, vagamente baseado no romance francês Les liaisons dangereuses. O drama foi ao ar de 12 de março a 1 de maio de 2018, sendo exibido às segundas e terças-feiras durante o horário de 22:00 (KST) em 32 episódios. Joy lançou uma OST para o drama intitulada "Nonsense" e foi nomeada para o Prêmio de Popularidade (na categoria de Atriz de Drama) no The Seoul Awards, Novata do Ano no MBC Drama Awards e Melhor Atriz no MBC Drama Awards. A série teve uma recepção mista na Coreia do Sul e foi bem recebida internacionalmente. O drama teve uma audiência média nacional de 3,2% de acordo com o TNmS e 2,2% de acordo com a Nielsen Korea, refletindo o declínio geral nas classificações de dramaturgos sul-coreanos em 2018. No entanto, internacionalmente, Tempted registrou o número mais alto em programas individuais desde o lançamento do serviço de assinatura nos Estados Unidos Kocowa, com uma quota de mercado diária máxima de 14,9%, e alcançou uma classificação de 9,3/10 no site global de streaming licenciado premium Viki. Na Coreia do Sul, as principais críticas foram o fracasso do escritor e diretor em definir o gênero, o roteiro e as questões de edição que afetaram as performances, levando o 29º episódio a ter a classificação mais baixa no MBC. Em contraste, de acordo com a pesquisa de TV da Good Data Corporation, Tempted'' foi classificado em primeiro lugar no consumo de vídeo on-line de todos os dramas exibidos na Coreia do Sul, primeiro na lista dos 10 principais dramas mais comentados, e Joy ficou em segundo lugar na lista dos 10 principais atores mais comentados da Coreia do Sul. Apesar da questão dos cantores ídolos nos papéis principais, Joy foi posteriormente elogiada por sua melhoria e potencial em atuar depois de apagar sua cor de ídolo como atriz principal.
Durante as promoções do extended play de verão do Red Velvet Summer Magic, Joy estampou a capa da edição de agosto de 2018 da Nylon Korea. Joy também foi nomeada como a nova modelo e endossante oficial do Fitz Super Clear Beer. Logo depois, Joy foi escolhida como uma das apresentadoras do programa de variedades da Lifetime, Pajama Friends, ao lado de Song Ji-hyo, Jang Yoon-ju e Cheng Xiao. Em outubro de 2018, lançou a canção "Dream Me" (나라는 꿈) para a trilha sonora de The Ghost Detective, juntamente com Mark Lee. "Dream Me" foi listada nas principais OSTs coreanas do Spotify de 2019.
Em janeiro de 2019, foi anunciado que Joy foi escolhida para ser a apresentadora principal do Get It Beauty, da OnStyle, ao lado de Jang Yoon-ju, com Joy sendo elogiada por seu esforço em desenvolver e mostrar suas habilidades em vários programas. Em maio de 2019, a Joy foi oficialmente anunciada como a nova musa da marca de maquiagem profissional da Amore Pacific, eSpoir. No final daquele mês, Joy foi nomeada como o Ícone da Beleza do Ano no Brand of the Year Awards. Já em outubro, Joy também foi indicada ao Beauty Icon no Korea First Brand Awards. Em dezembro de 2019, Joy foi anunciada como membro do elenco do programa de variedades da SBS, Handsome Tigers, ao lado de Seo Jang-hoon, Cha Eun-woo, Lee Sang-yoon e Yoo Seon-ho. No gráfico de fim de ano do K-pop Radar, Joy foi nomeada como "2019 Hot Instagrammer - Female" e confirmou ter o maior número de seguidores no Instagram entre artistas de K-pop que abriram uma conta em 2019.
Handsome Tigers estreou em 10 de janeiro de 2020, tendo Seo Jang-hoon como coach e Joy como manager. Em fevereiro de 2020, Joy foi convidada VIP de Michael Kors para participar da New York Fashion Week, com a Vogue chamando Joy de "uma das estrelas mais brilhantes do K-pop". No mesmo mês, Joy foi nomeada como a "Melhor Ídolo de Variedades Femininas" pelos 2020 Brand Customer Loyalty Awards. Em 20 de março de 2020, Joy lançou a música "Introduce Me a Good Person" para a trilha sonora do drama da tvN Hospital Playlist. Joy passou a ser classificada em segundo lugar no MelOn, com a música alcançando o número 1 em várias paradas e o número 8 no Korea K-pop Hot 100 Chart da Billboard. A canção alcançou o 10º lugar no gráfico digital da Gaon e ultrapassou os 113 milhões de pontos de índice digital. O tom vocal de Joy também foi amplamente elogiado, com o respeitado compositor e produtor Hwang Hyun, afirmando que Joy tem uma voz "que não pode ser alcançada mesmo com a prática". Em abril do mesmo ano, Joy foi confirmada na música "Sangnoksu 2020" ao lado de importantes artistas coreanos. A colaboração tem como objetivo homenagear os profissionais médicos de todo o mundo que lutam contra o COVID-19. Em 27 de abril de 2020, foi anunciado que Joy ganhou o prêmio de Melhor Ídolo de Variedades Femininas no 2020 Brand Customer Loyalty Awards por seu trabalho no campo do entretenimento.

### 2021–presente: Estreia solo e retorno a atuação
Em 12 de maio de 2021, foi anunciado que Joy faria sua estreia solo oficial com um álbum especial composto por 6 remakes de canções dos anos 1990 a 2000. A faixa-título do álbum, "Hello", foi lançada em 31 de maio, alcançando o primeiro lugar em várias paradas e a gravação do álbum em primeiro lugar nas paradas de álbuns do iTunes em 26 países. Todas as 6 faixas do álbum estrearam no Gaon Digital Chart, com Joy alcançando o número um como solista no Melon Female Solo Artist Chart. A faixa-título de Joy, "Hello", também alcançou o Top 10 do K-Pop Hot 100 da Billboard, com 5 faixas no total de seu álbum solo de estreia também entrando na parada. Em 8 de novembro de 2021, o álbum, "Hello", foi indicado ao Álbum do Ano Daesang (Grande Prêmio) no Melon Music Awards de 2021. Joy também foi indicada como solista pelo segundo ano consecutivo para o MMA Top 10 Artista Bonsang (Prêmio Principal). Em 27 de novembro de 2021, Joy foi indicada como Artista do Ano (Música Digital - maio) no Gaon Music Awards. Em dezembro, Joy também foi indicada para o prêmio de Melhor Canção Digital Bonsang no 36º Golden Disc Awards, e o Prêmio Principal (Bonsang) no 31º Seoul Music Awards. Além disso, a NME listou "Hello" como uma das 25 melhores canções de K-pop de 2021.
Em 20 de dezembro de 2021, Joy voltou a atuar no drama da JTBC The One and Only. Em 2022, Joy foi indicada como Melhor Atriz Idol Daesang e Melhor Idol de Variedade Daesang no Prêmio de Fidelidade do Cliente da Marca de 2022. Em 26 de maio de 2022, foi anunciado que Joy estrelaria o drama original da KakaoTV, Once Upon a Small Town (Amor Rural), que estreou mundialmente na Netflix em 5 de setembro de 2022 e alcançou o Top 10 da Netflix em 33 países. Em junho de 2023, Joy foi indicada para Melhor Atriz, Melhor Nova Atriz e Prêmio de Estrela Popular no Blue Dragon Series Awards.

## Endossos e impacto
Em janeiro de 2020, Joy foi selecionada como modelo oficial e rosto da Aveda, com a marca afirmando que Joy foi escolhida por causa de sua imagem brilhante e saudável em vários campos, incluindo música e atuação.
Joy é reconhecida por seu reconhecimento de marca e poder de marketing, tendo liderado várias vezes o "Ranking de poder de marca de membros de grupos femininos individuais" publicado pelo Instituto de Pesquisa de Reputação Corporativa da Coreia, incluindo dois meses consecutivos em janeiro e fevereiro de 2020. Alegou-se que Joy tinha um alto índice de comunicação, mantendo sua posição no Top 3 de janeiro a abril de 2020.

## Vida pessoal
Em fevereiro de 2015, Joy se formou na School of Performing Arts Seoul. Joy tem duas irmãs mais novas.

## Filmografia
| Título            | Ano  | Aparece como | Aparece como | Papel     | Notas                   | Ref.    |
| Título            | Ano  | Atriz        | Outro        | Papel     | Notas                   | Ref.    |
| ----------------- | ---- | ------------ | ------------ | --------- | ----------------------- | ------- |
| SMTown: The Stage | 2015 | Não          | Yes          | Ela mesma | Documentário da SM Town | [ 103 ] |

| Título                 | Ano     | Aparece como | Aparece como | Papel       | Notas                                                     | Ref.            |
| Título                 | Ano     | Atriz        | Outro        | Papel       | Notas                                                     | Ref.            |
| ---------------------- | ------- | ------------ | ------------ | ----------- | --------------------------------------------------------- | --------------- |
| We Got Married         | 2015–16 | Não          | Yes          | Ela mesma   | Com Sungjae                                               | [ 104 ] [ 105 ] |
| Trick & True           | 2016–17 | Não          | Yes          | Ela mesma   | Recorrente                                                | [ 38 ]          |
| Oppa Thinking          | 2017    | Não          | Yes          | Ela mesma   | Episódio piloto                                           | [ 40 ]          |
| The Liar and His Lover | 2017    | Yes          | Não          | Yoon So-rim | Papel principal                                           | [ 106 ] [ 107 ] |
| The Boy Next Door      | 2017    | Não          | Yes          | Ela mesma   | Cameo (Ep: 7–8)                                           | [ 108 ]         |
| King of Mask Singer    | 2017    | Não          | Yes          | Ela mesma   | Competidora (Ep. 121–122) Apresentada como "Bandabi"      | [ 45 ]          |
| Sugar Man 2            | 2018    | Não          | Yes          | Ela mesma   | Apresentadora com Yoo Jae-suk, Yoo Hee-yeol e Park Na-rae | [ 47 ]          |
| Tempted                | 2018    | Yes          | Não          | Eun Tae-hee | Papel principal                                           | [ 51 ]          |
| Pajama Friends         | 2018    | Não          | Yes          | Ela mesma   | Apresentadora com Song Ji-hyo, Jang Yoon-ju e Cheng Xiao  | [ 109 ]         |
| Get It Beauty          | 2019    | Não          | Yes          | Ela mesma   | Apresentadora com Jang Yoon-ju                            | [ 110 ] [ 111 ] |
| Handsome Tigers        | 2020    | Não          | Yes          | Ela mesma   | Membro regular com Seo Jang-hoon                          | [ 71 ]          |

## Discografia
A discografia de Joy é composta por dois singles, dois singles promocionais e oito aparições em trilhas sonoras.

### Canções
| Título                                                                                   | Ano                    | Melhores posições nas paradas | Vendas                 | Álbum                             |                        |
| Título                                                                                   | Ano                    | KOR                           | Vendas                 | Álbum                             |                        |
| Como artista principal                                                                   | Como artista principal | Como artista principal        | Como artista principal | Como artista principal            | Como artista principal |
| ---------------------------------------------------------------------------------------- | ---------------------- | ----------------------------- | ---------------------- | --------------------------------- | ---------------------- |
| "Young Love (어린애 (愛))" (com Sungjae)                                                 | 2016                   | 52                            | - KOR: 80,305+         | Lançamento sem álbum              |                        |
| "이별을 배웠어 (Always In My Heart)" (com Seulong)                                       | 2016                   | 10                            | - KOR: 415,334+        | S.M. Station Season 1             |                        |
| Singles promocionais                                                                     |                        |                               |                        |                                   |                        |
| "First Christmas" (com Doyoung)                                                          | 2016                   | —                             | - KOR: 19,622+         | Inkigayo Music Crush Part 4       |                        |
| "사진 (Photograph)" (com Hwanhee)                                                        | 2017                   | —                             | —                      | King of Mask Singer: EP 121       |                        |
| Aparições em trilhas sonoras                                                             |                        |                               |                        |                                   |                        |
| "여우야 (A Fox)"                                                                         | 2017                   | 43                            | - KOR: 81,837+         | The Liar and His Lover OST Part 1 |                        |
| "괜찮아, 난 (I'm Okay)" (featuring Lee Hyun-woo)                                         | 2017                   | 85                            | - KOR: 22,513+         | The Liar and His Lover OST Part 2 |                        |
| "요즘 너 말야 (Your Days)"                                                               | 2017                   | —                             | - KOR: 20,903+         | The Liar and His Lover OST Part 4 |                        |
| "Shiny Boy"                                                                              | 2017                   | —                             | —                      | The Liar and His Lover OST Part 5 |                        |
| "너를 기다리는 법 (Waiting For You)"                                                     | 2017                   | —                             | —                      | The Liar and His Lover OST Part 8 |                        |
| "내게 오는 길 (The Road to Me)"                                                          | 2017                   | —                             | - KOR: 15,726+         | The Liar and His Lover OST Part 9 |                        |
| "말도 안돼 (Nonsense)"                                                                   | 2018                   | —                             | - CHN: 11,480+         | The Great Seducer OST             |                        |
| "나라는 꿈 (Dream Me)" (com Mark)                                                        | 2018                   | —                             | —                      | The Ghost Detective OST Part 6    |                        |
| "Introduce Me A Good Person" (좋은 사람 있으면 소개시켜줘)                               | 2020                   | 10                            | —                      | Hospital Playlist OST             |                        |
| "—" indica lançamentos que não figuraram nas paradas ou não foram lançados nessa região. |                        |                               |                        |                                   |                        |

## Prêmios e indicações
| Ano  | Premiação                     | Categoria                                     | Trabalho Indicado      | Resultado | Ref.    |
| ---- | ----------------------------- | --------------------------------------------- | ---------------------- | --------- | ------- |
| 2015 | MBC Entertainment Awards      | Best Couple Award (com Yook Sung-jae do BtoB) | We Got Married         | Venceu    | [ 133 ] |
| 2015 | MBC Entertainment Awards      | New Star Award                                | We Got Married         | Venceu    | [ 133 ] |
| 2015 | MBC Entertainment Awards      | Best Newcomer Award                           | We Got Married         | Indicado  | [ 133 ] |
| 2017 | OSEN Cable TV Awards          | Newcomer Award                                | The Liar and His Lover | Venceu    | [ 134 ] |
| 2018 | The Seoul Awards              | Popularity Award (Drama Actress Category)     | Tempted                | Indicado  | [ 54 ]  |
| 2018 | MBC Drama Awards              | Rookie of the Year                            | Tempted                | Indicado  | [ 55 ]  |
| 2018 | MBC Drama Awards              | Excellence Award, Actress in a Miniseries     | Tempted                | Indicado  | [ 55 ]  |
| 2019 | 14th Annual Soompi Awards     | Best Idol Actor                               | Tempted                | Indicado  | [ 135 ] |
| 2019 | Brand of the Year Awards      | Beauty Icon of the Year                       | Ela mesma              | Indicado  | [ 69 ]  |
| 2019 | Korea First Brand Awards      | Beauty Icon                                   | Ela mesma              | Indicado  | [ 136 ] |
| 2020 | Brand Customer Loyalty Awards | Best Female Variety Idol                      | Ela mesma              | Venceu    | [ 83 ]  |